# Synoicum sacculum
Synoicum sacculum är en sjöpungsart som beskrevs av Kott 1992. Synoicum sacculum ingår i släktet Synoicum och familjen klumpsjöpungar. Inga underarter finns listade i Catalogue of Life.